# 水木茂紀念館
水木茂紀念館（日语：水木しげる記念館），是位於日本鳥取縣境港市的一座博物館。其館舍於2003年3月8日開幕，以紀念漫畫家水木茂而設立。

## 歷史
該博物館輩定位成水木茂路的核心設施，最初於2003年3月開放。
2022年5月，制定了「水木茂紀念館再整備基本構想和基本計畫」。該館舍從2023年3月9日開始關閉以進行重建工作，計劃於2024年春季重新開放。，新館舍的基本構想包括常設展覽，分為序言展、主題展以及結語展。此外，也進行了藏品的數位化、妖怪傳說和文獻記錄等文化傳承資料的建立，並著手對原畫進行數位化。同時，也與小泉八云纪念馆和湯本豪一紀念日本妖怪博物館展開合作計畫。

## 設施
水木茂紀念館的館舍最初僅對一棟料亭建築進行改建，展示室分為一樓的常設展示室、二樓的常設展示室和企劃展示室。
在2024年重新開放後，博物館的擴充如下：
- 常設展示室
- 企劃及原畫展示室
- 休息區
- 入口大廳
- 博物館商店
- 室外交流空間（廣場）
- 多功能空間（團體接待空間）

主要展品包括水木茂作品的原畫、世界各地收集的精靈和妖怪的收藏品，如面具和擺飾、大型壁畫等設施。

## 外部連結
- 水木茂紀念館官方網站 （页面存档备份，存于）
- 水木茂紀念館的X（前Twitter）
- 水木茂紀念館的Facebook專頁